# ラオ・ラオ

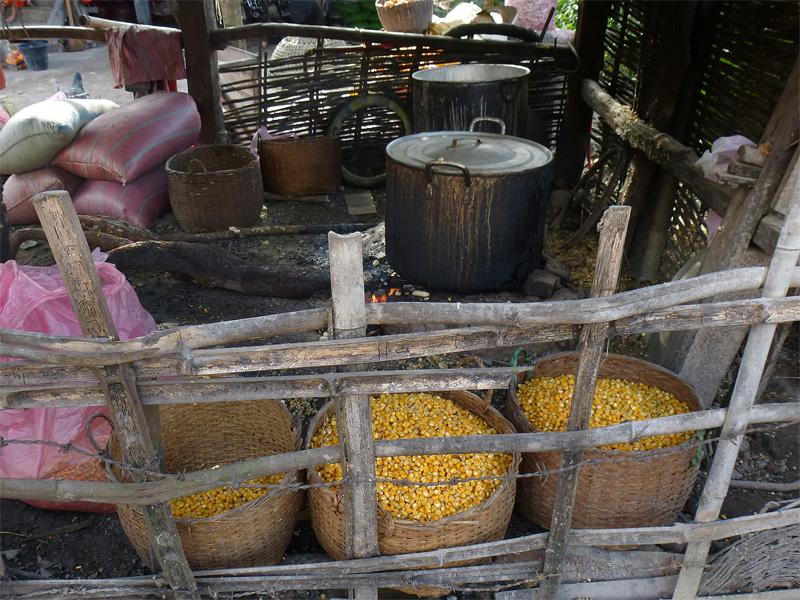
ルアンナムター県シン郡の家庭で作られているラオ・ラオ

ラオ・ラオ（ラーオ語: ເຫລົ້າລາວ, Lao-Lao）はラオスの蒸留酒。特に低地ラオ族が好んで飲む。

## 概要
もち米を原料とした蒸留酒で、炭酸水やコーラなどで割って飲む。ルアンパバーンやラオス北端のポンサリ、南端のコーン島産のものが良質なラオ・ラオとして有名だが、ラオス国内のどの町でも入手できる。2000年の報告では、1瓶（750ml）の市販価格が800 - 1,000キープ（当時の為替レートで40 - 50円）だった。

## 製法
もち米を水に3 - 4時間漬けた後、1時間蒸し煮する。竹製の編み籠に移し、水洗して粘りを落とし、水気を切る。餅麹のスア・ラオを砕いて米飯とよく混合し、陶器の壺に入れて4 - 5日間発酵させる。この発酵が完了すると強いアルコール臭を持つ固めの甘酒が得られるので、加水してさらに5 - 7日間発酵させる。
この状態でアルコール度数が約14%のもろみが得られ、ラオ(Lao)と呼ばれる。ドラム缶の上に冷却水入りの鍋を載せた外取り型のランビキを使い、ラオを蒸留する。得られたラオ・ラオのアルコール度数は、50%前後となる。